# 高橋雛子
高橋 雛子（たかはし ひなこ、10月16日 - ）は、日本の女性声優、モデル。広島県出身。青二プロダクション所属。父は元プロ野球選手の高橋慶彦。

## 来歴
2016年にステイラック附属養成所・俳優養成所「Follow-Up」に1期生として入所。2018年4月よりステイラック所属声優となる。また、ウェルストンプロモーションとも業務提携し、モデルとしても活動をしていた。
2022年3月31日にステイラックを退所し、同年4月1日より青二プロダクションに移籍した。

## 人物
方言は広島弁。
資格・免許は英検2級、漢検2級、普通自動車免許。
趣味は筋トレ、クラシックバレエ、食品サンプル集め、クレイアニメ鑑賞。

## 出演
太字はメインキャラクター。

### テレビアニメ
2018年
- イナズマイレブン アレスの天秤（2018年 - 2019年、スポンサーアナウンス、金城光成、ガブリエラ・アマティ） - 2シリーズ
- グラゼニ（水越ななこ）

2019年
- ダイヤのA actII（2019年 - 2020年、黒木杏奈、水野最愛）
- ACTORS -Songs Connection-（学生）

2020年
- ブラッククローバー（碧の野薔薇団団員、少女、魔女）
- アルテ（侍女、アンジェロの姉妹、女衒、家庭教師）

2021年
- 怪病医ラムネ（看護師）
- 五等分の花嫁∬（女優）
- NOMAD メガロボクス2（女子アナウンサー）
- BLUE REFLECTION RAY/澪（係員）

2022年
- 殺し愛（女性刑事）
- トライブナイン（花魁）
- BIRDIE WING -Golf Girls' Story-（2022年 - 2023年、選手C、灘南ゴルフ部顧問） - 2シリーズ
- 異世界薬局（仕立て屋）
- キングダム（2022年 - 2024年、子ども、離眼の娘） - 2シリーズ
- 永久少年 Eternal Boys（女性客）
- ONE PIECE（2022年 - 2024年、九忍、ジョシュ）

2023年
- デジモンゴーストゲーム（ピアノの先生）
- マッシュル-MASHLE-（新聞記者、ランス母〈回想〉、アビスの母）
- THE MARGINAL SERVICE（ケイ）
- 彼女、お借りします（2023年 - 2025年、従業員、希、客） - 2シリーズ
- 暴食のベルセルク（女武人）
- 私の推しは悪役令嬢。（メイド長、生徒）
- 婚約破棄された令嬢を拾った俺が、イケナイことを教え込む（子供）
- アンデッドアンラック（隊員）
- 忍たま乱太郎（2023年 - 2024年、子どもたち、ファンたち、町人）

2024年
- 愚かな天使は悪魔と踊る（小屋松）
- 出来損ないと呼ばれた元英雄は、実家から追放されたので好き勝手に生きることにした（少年アレン、マリエル、フィリップ、使徒）
- THE NEW GATE（エルス・バルト）
- リンカイ!（広島恋未）
- 僕のヒーローアカデミア（サポート科の生徒、生徒）
- らんま1/2 (2024)（新体操クラブ部員）
- アサティール2 未来の昔ばなし（長女 カーイド）
- 夏目友人帳 漆（勇〈少年時代〉）
- 五等分の花嫁＊（観光客）

2025年
- マジック・メイカー 〜異世界魔法の作り方〜（リア、受付、カミラ、謎の女）
- キン肉マン 完璧超人始祖編（子供）
- ちょっとだけ愛が重いダークエルフが異世界から追いかけてきた（セシル、客B）
- ヴィジランテ-僕のヒーローアカデミア ILLEGALS-（母親、蜂須賀の友人、ウォッチバード、看護士、キャスター 他）
- 水属性の魔法使い（アベルの兄、シェナ）

### 劇場アニメ
- BURN THE WITCH（2020年、女性）
- 機動戦士ガンダム 閃光のハサウェイ（2021年、キャビンアテンダント）

### Webアニメ
- 爆丸エボリューションズ（2022年、音声、アカデミー女生徒）

### ゲーム
- 戦国DRIVE（2018年、出雲阿国）
- プリンセスコネクト！Re:Dive（2019年、女性、クレジッタの秘書）
- 萌酒ボックス（2019年、緑蛇の蓮[10]）
- エンゲージソウルズ（2020年、カトリーナ[11]）
- ブラウンダスト（サセイラ[12]）
- サクラ革命 〜華咲く乙女たち〜（2020年、大石由良〈女主人公〉[13]）
- バイオハザード ヴィレッジ（2021年、エレナ・ルプ）
- ラチェット&クランク パラレル・トラブル（2021年）
- ナイツクロニクル（2021年、メデイア）
- ユグドラ・レゾナンス（2022年、ラクル）
- けものフレンズ3（2023年、ブラックサーバル）
- 龍が如く7外伝 名を消した男（2023年）
- モンスターストライク（2024年、塚原卜伝[14]）
- 勝利の女神:NIKKE（2024年、ルマニ[15]）

### 吹き替え

#### 映画
2018年
- ゴースト・ストーリーズ 英国幽霊奇談（ベス、デイジー 他）
- DEEP
- メイズ・ランナー: 最期の迷宮

2019年
- アス（リンジー / ベッカ）
- ナンシー・ドリューと秘密の階段（ベス〈マッケンジー・グラハム〉）
- ヘルボーイ（ガネイダ）
- ルディ・レイ・ムーア
- レジェンド・オブ・スリーピー・ホロウ

2020年
- ANNA/アナ（モード〈レラ・アボヴァ〉）
- アンチグラビティ（フライ〈ルボフ・アクショノーヴァ〉）
- WAR ウォー!!（ナイナ・ヴェルマ〈ヴァーニー・カプール〉）
- トリプル・スレット（ムック〈ジージャー・ヤーニン〉）
- ハーレイ・クインの華麗なる覚醒　BIRDS OF PREY（キムの娘）
- 海底47m 古代マヤの死の迷宮（ニコール〈システィーン・スタローン〉）
- ザ・シークレット:希望を信じて（ベス）
- ワンダーウーマン 1984（宝石店女）
- セイフティ 〜最高の兄弟（ステファニー）

2021年
- フリー・ガイ
- シティーハンター THE MOVIE 史上最香のミッション（モデル(2)）
- ジャングル・クルーズ（帽子の女性）
- エターナルズ（若い女）

2022年
- THE BATMAN-ザ・バットマン-
- ソー:ラブ&サンダー（女の声4）
- ムーンフォール（ローレン）
- ブラックパンサー/ワカンダ・フォーエバー（サラザー〈アンバー・ハリントン〉）

2023年
- ドント・ウォーリー・ダーリン
- Smile スマイル（ローラ・ウィーバー〈ケイトリン・ステイシー〉）
- ザリガニの鳴くところ（カイア〈デイジー・エドガー＝ジョーンズ〉）
- ウォンカとチョコレート工場のはじまり（若い母親〈マチルダ・タッカー〉）

2024年
- Lift/リフト（カミラ〈ウルスラ・コルベロ〉）

#### ドラマ
2018年
- 超電メカX4（キャシー・パーク）
- ハンドレッド シーズン5（カリナ、イーサン、アナメイ、イーサン 他）
- LETHAL WEAPON シーズン2（ウェイトレス、無線女、エルフ女性、ストリッパー、ジェス）
- SUPERGIRL/スーパーガール シーズン3（女性スタッフ、女性）
- THE FLASH/フラッシュ シーズン4（シェイラ、チャリティ、フォスター、少女ケイトリン 他）
- クライシス・オン・アースX 最強ヒーロー外伝（女性収容者）

2019年
- キャッスルロック（少女モリー）
- Titans/タイタンズ
- ザ・ラストシップ ファイナルシーズン（バルデス）
- プルーブン・イノセント 冤罪弁護士（ウォーカー）

2020年
- THE FLASH/フラッシュ シーズン6（カミラ）
- The Politician/ザ・ポリティシャン（マカフィー）
- ゲット・イーブン〜タダで済むと思った?〜（オリビア）
- ハンドレット/THE100（ジョセフィン）
- ハイスクール・ミュージカル:ザ・ミュージカル（エミリー）
- グランド・アーミー（フローラ）
- シスター戦士（ゾリ）
- 梨泰院クラス（女子生徒）
- リトル・ファイアー〜彼女たちの秘密（エイプリル）
- Move -そのステップを紐解く-（アディ 他）
- 未来の大統領の日記（ステイシー）
- ファミリー・マン（アタ―ヴ）
- アウトランダー シーズン5
- Away -遠く離れて-
- エミリー、パリへ行く #5（セリア）

2021年
- ヴィンチェンツォ（ソ・ミリ〈キム・ユネ〉）
- 恋するアプリLove Alarm S2
- シェイムレス 俺たちに恥はない（ジュリア）
- CITY ON A HILL/罪におぼれた街
- リンカーン 殺人鬼ボーン・コレクターを追え!
- ラブアイランドUSA 水着で恋するラスベガス編（モイラ・トゥマス）
- ラストサマー（ライリー）
- THE FLASH/フラッシュ シーズン7（カミラ）
- ZeroZeroZero宿命の麻薬航路（ロシータ）
- エミリー、パリへ行く シーズン2（ジュリアナ）
- ライザのサバヨミ大作戦 シーズン4（フィオナ）

2023年
- ジュビリー 〜ボリウッドの光と影〜
- DOC2 あすへのカルテ（アルバ・パトリツィ〈シルヴィア・マッツィエリ〉）
- WRECK/レック（ピッパ・ウォルシュ〈ジョディ・タイアック〉）

2024年
- フォールアウト（ステフ・ハーパー〈アナベル・オヘイガン〉）
- キリング・カインド 〜危険な関係〜（スザンヌ〈オリヴィア・ドリマ〉）
- エルズベス（サマンサ・エドワーズ）
- アガサ・オール・アロング（若いリリア）
- 惑い（ジュリア〈ダーマ・マンジャ・ウッズ〉）

#### アニメ
- もしもネズミにクッキーをあげると（ビリー）
- チップとポテト（コレラ・コッカトゥー）
- 魔法が解けて シーズン3
- トランスフォーマー: ウォー・フォー・サイバトロン:キングダム（エアレイザー）

### テレビ番組
- アニラン! 週末アニメランキング（アニランガール[42]）
- 街頭TV出没！ひな壇団（2021年）
- 有吉ゼミ（2021年5月24日、日本テレビ）

### 舞台
- ことだま屋本舗EXステージvol.8（2019年6月23日）
  - 『レオナルド危機一髪』（機関士）
  - 『さんばか』（アヤメ）
- ことだま屋本舗EXステージ配信トライアル公演『闇狩人Δ』（2021年1月27日）

### 広告
- 小井手ファッションビューティ専門学校 パンフレット（表紙モデル）
- パセーラクリスマスセールポスター（モデル）
- THE WALL HP（イメージモデル）
- 日本酒会社 白牡丹 会社案内パンフレット（モデル）
- 資格のキャリカレ2021年春夏号表紙 (モデル)
- ゼクシィフェスタ広島　ブライダルファッションショー (モデル)
- 広島ファッションウィーク 2019年 (モデル)

### ラジオ
※はインターネット配信。
- 高橋雛子の声ラブ（2021年、超!A&G+※）[43]

### シリーズ一覧
1. ↑  『アレスの天秤』（2018年）、続編『オリオンの刻印』（2019年）
2. ↑  Season 1（2022年）、Season 2（2023年）
3. ↑  第4シリーズ（2022年）、第5シリーズ（2024年）
4. ↑  第3期（2023年）、第4期（2025年）

### 初出話一覧
1. 1 2  第39話初出
2. ↑  第30話初出
3. ↑  第44話初出
4. 1 2 3 4  第8話初出
5. 1 2 3  第1話初出
6. 1 2 3 4  第6話初出
7. 1 2  第12話初出
8. 1 2 3  第2話初出
9. 1 2 3  第3話初出
10. ↑  第142話初出
11. ↑  第148話初出
12. ↑  第7話初出
13. ↑  第後編話初出
14. 1 2  第9話初出
15. ↑  第21話初出
16. ↑  第4話初出
17. ↑  第5話初出